# Qualea calantha
Espèce
Statut de conservation UICN

 VU D2 : Vulnérable
Qualea calantha est une espèce de plantes à fleurs de la famille des Vochysiaceae endémique du Pérou.

## Publication originale
- Notizblatt des Botanischen Gartens und Museums zu Berlin-Dahlem 11: 297. 1931.